# Castelnuovo Bormida
Castelnuovo Bormida (Castelneuv an Bomia in piemontese) è un comune italiano di 628 abitanti della provincia di Alessandria in Piemonte.

## Storia
Feudatari di Castelnuovo furono gli Adorno genovesi tra il Trecento ed il Quattrocento; poi i Porro, gli Zoppi, i Sacco, i Moscheni, i Grasso, i Grillo e i Ferrari. Questi ultimi conservarono il titolo anche quando il Monferrato passò a Vittorio Amedeo II di Savoia nel 1708.

## Monumenti e luoghi d'interesse
Castello con ponte levatoio che sovrasta l'ansa del fiume Bormida.
- Chiesa parrocchiale dei Santi Quirico e Giulitta, frutto di un rifacimento del XVIII secolo.

## Società

### Evoluzione demografica
Abitanti censiti

### Etnie e minoranze straniere
Nel comune al 31 dicembre 2012 sono presenti 57 stranieri, rappresentanti l'8,11% della popolazione.
Lista delle provenienze:
- Romania, 17 (di cui maschi: 5)
- Repubblica di Macedonia, 17 (di cui maschi: 9)

## Amministrazione

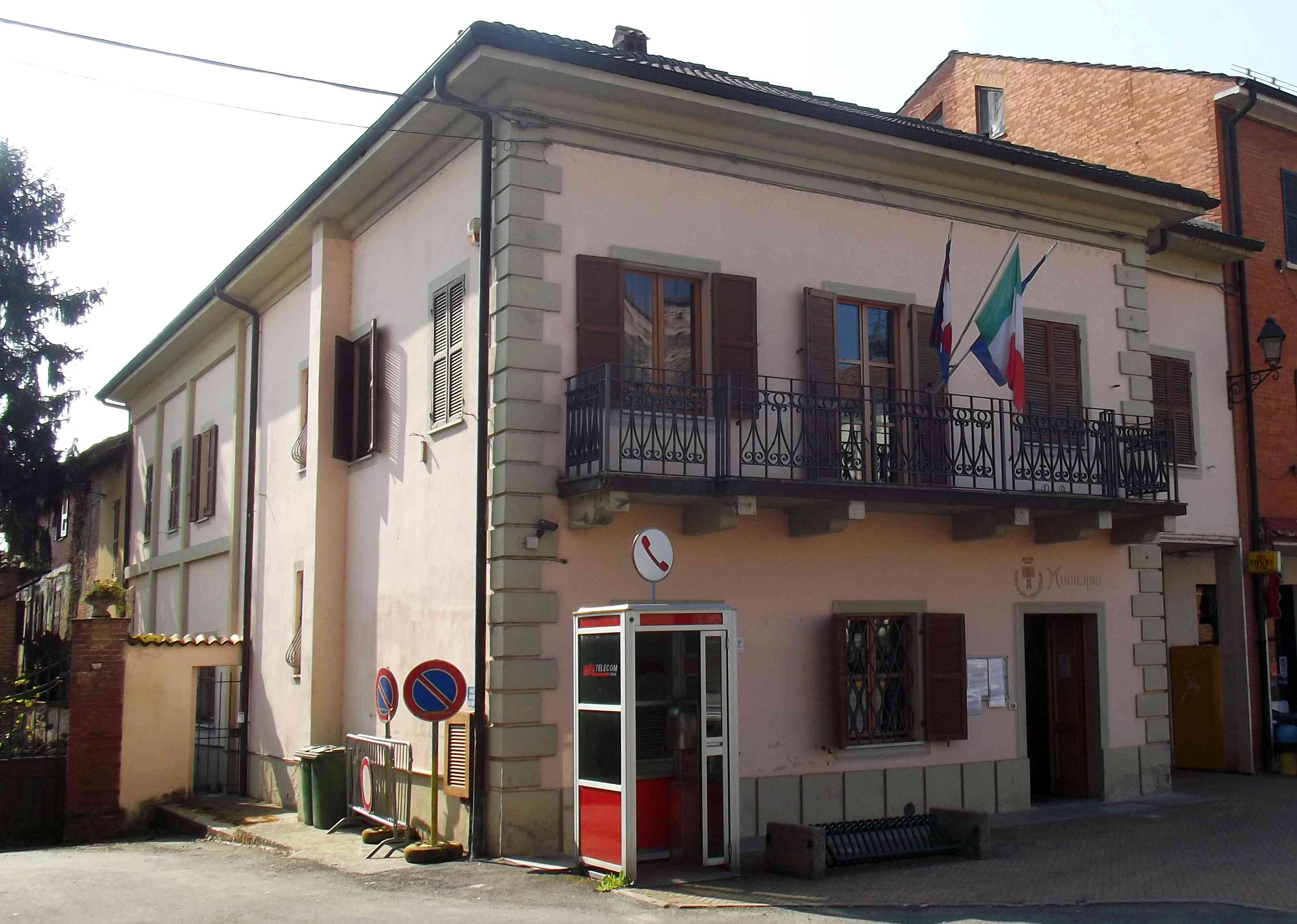
Il municipio

Di seguito è presentata una tabella relativa alle amministrazioni che si sono succedute in questo comune.
| Periodo        | Periodo        | Primo cittadino  | Partito                            | Carica  | Note  |
| -------------- | -------------- | ---------------- | ---------------------------------- | ------- | ----- |
| 7 luglio 1988  | 5 maggio 1993  | Clara Salvini    | Partito Comunista Italiano         | Sindaco | [ 6 ] |
| 13 giugno 1993 | 28 aprile 1997 | Clara Salvini    | Partito Democratico della Sinistra | Sindaco | [ 6 ] |
| 28 aprile 1997 | 14 maggio 2001 | Clara Salvini    | lista civica                       | Sindaco | [ 6 ] |
| 24 maggio 2001 | 30 maggio 2006 | Mauro Cunietti   | lista civica                       | Sindaco | [ 6 ] |
| 30 maggio 2006 | 16 maggio 2011 | Mauro Cunietti   | lista civica                       | Sindaco | [ 6 ] |
| 16 maggio 2011 | 6 giugno 2016  | Giovanni Roggero | lista civica: progredire insieme   | Sindaco | [ 6 ] |
| 6 giugno 2016  | 3 ottobre 2021 | Giovanni Roggero | lista civica: progredire insieme   | Sindaco | [ 6 ] |
| 3 ottobre 2021 | in carica      | Giovanni Roggero | lista civica: progredire insieme   | Sindaco | [ 6 ] |

## Galleria d'immagini

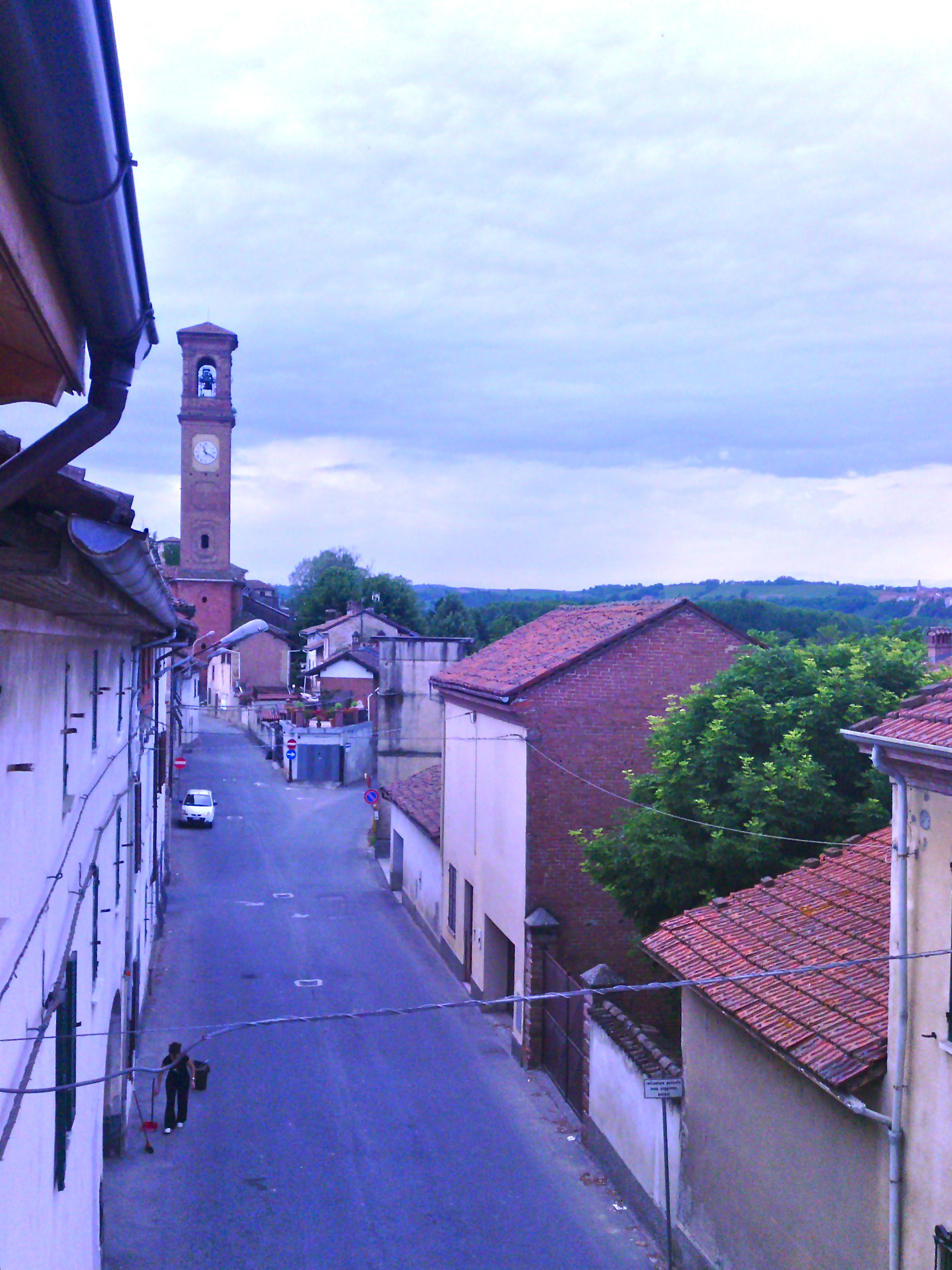
Vista del centro storico da Via Roma.
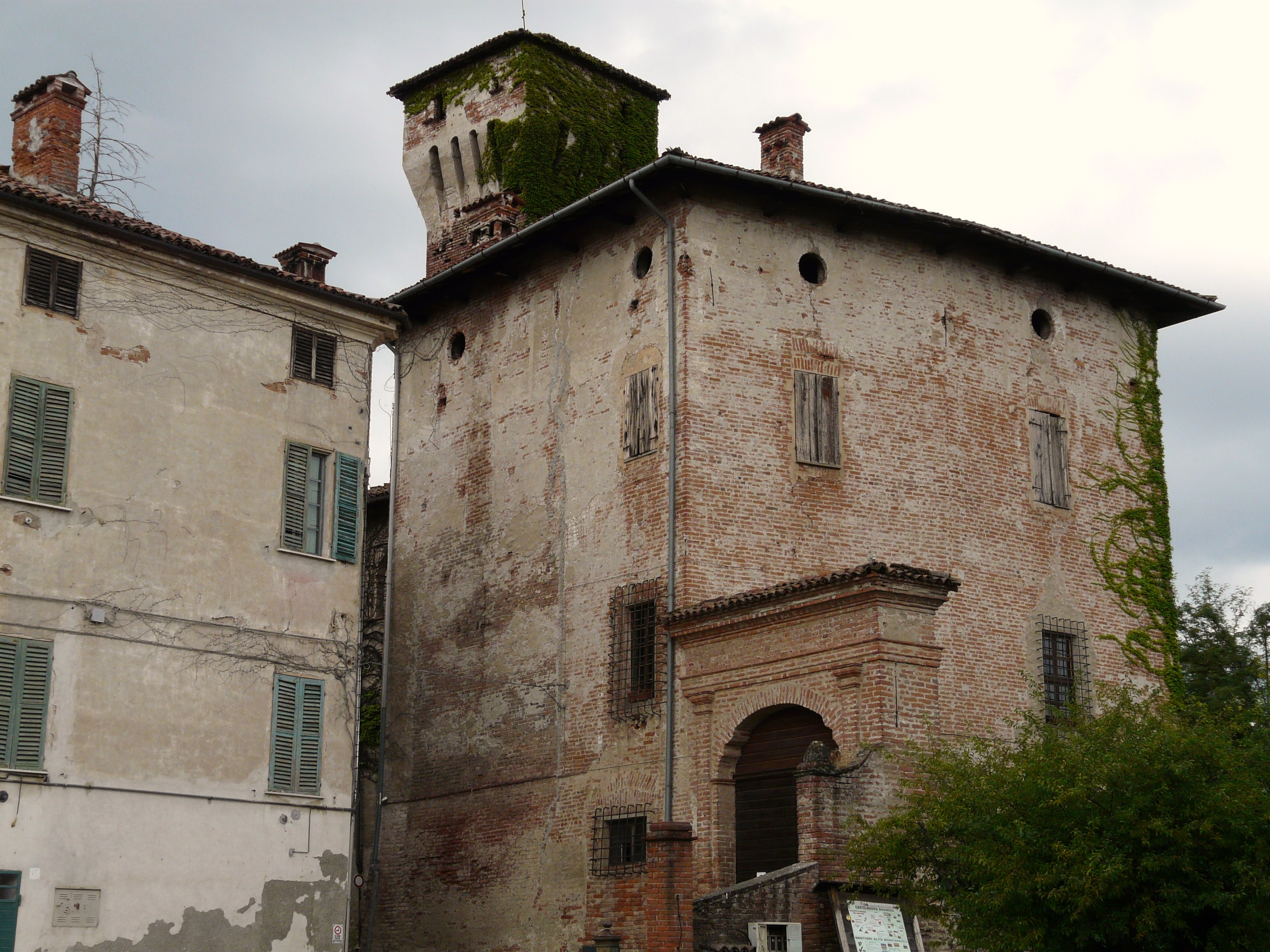
Il castello.